# 토바야마 분메이
토바야마 분메이(일본어: 外波山文明, 1947년 1월 11일 ~ )는 일본의 배우, 성우이다.

## 출연 작품

### TV 애니메이션
1999년
- 헌터X헌터(네테로 회장)

2001년
- 닥터 링에게 물어봐(메이링의 할아버지)

2004년
- 지팡구(야마모토 이소로쿠)

2008년
- 유희왕 5D's(야나기 텐젠)

### OVA
2001년
- ROD-Read Or Die(야마모토 이소로쿠)